# Johanna Letitia de Jong
Johanna Letitia de Jong (* 5. März 1993 in Veenwouden) ist eine niederländische Eisschnellläuferin.

## Werdegang
Letitia de Jong hatte im Dezember 2014 in Berlin ihr Debüt im Weltcup und belegte dabei den zweiten Platz im B-Weltcup über 1000 m. Bei den Europameisterschaften 2018 in Kolomna holte sie die Silbermedaille im Teamsprint. Zudem errang sie dort den sechsten Platz über 500 m und den fünften Rang über 1000 m. Ende Januar 2018 wurde sie in Heerenveen niederländische Meisterin im Sprint-Mehrkampf. Bei der Sprintweltmeisterschaft 2018 in Changchun kam sie auf den achten Platz im Sprint-Mehrkampf. Im März 2018 erreichte sie in Minsk mit dem zweiten Platz im Teamsprint ihre erste Podestplatzierung im Weltcup und errang zum Saisonende den neunten Platz im Gesamtweltcup über 500 m.
In der Saison 2018/19 holte sie im Teamsprint in Tomakomai ihren ersten Weltcupsieg errang in Tomaszów Mazowiecki den dritten Platz im Teamsprint und erreichte zum Saisonende den zehnten Platz im Gesamtweltcup über 1000 m. Bei den Einzelstreckenweltmeisterschaften 2019 in Inzell gewann sie zusammen mit Janine Smit und Jutta Leerdam die Goldmedaille im Teamsprint. Im Lauf über 500 m belegte sie den 13. Platz. Ende Februar 2019 lief sie bei der Sprintweltmeisterschaft in Heerenveen auf den 13. Platz.

## Persönliche Bestzeiten
- 500 m 37,79 s (aufgestellt am 27. Januar 2019 in Heerenveen)
- 1000 m 1:13,32 min (aufgestellt am 9. März 2019 in Salt Lake City)
- 1500 m 1:57,00 min (aufgestellt am 20. Oktober 2018 in Inzell)
- 3000 m 4:25,92 min (aufgestellt am 26. Februar 2010 in Heerenveen)

## Weltcupsiege im Team
| Nr. | Datum             | Ort        | Disziplin    |
| --- | ----------------- | ---------- | ------------ |
| 1.  | 25. November 2018 | Tomakomai  | Teamsprint 1 |
| 2.  | 15. November 2019 | Minsk      | Teamsprint 2 |
| 3.  | 6. Dezember 2019  | Nur-Sultan | Teamsprint 2 |